# デンファレ系

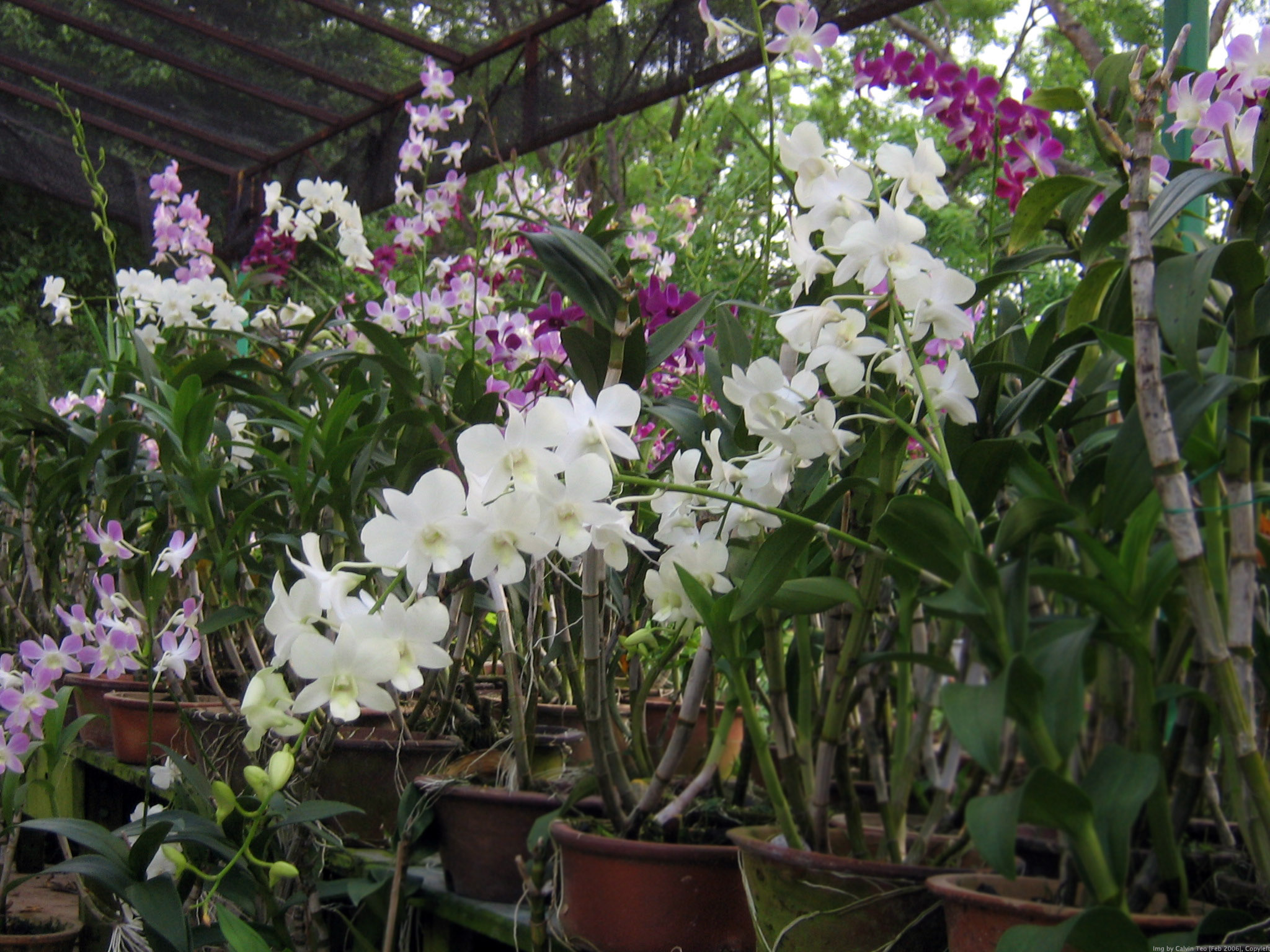
デンファレ系の花

デンファレ系とは、デンドロビウム・ファレノプシス系の省略で、セッコク属の洋ランとしての園芸品種の内の一つの群を指す。家庭で栽培するのは比較的難しいが、贈答用・切り花用として多く栽培されている。

## 概要
デンファレ系のデンファレとは、デンドロビウム・ファレノプシスの略で、この群の基本となる原種の学名から来ている。デンドロビウム・ファレノプシス系は、この種および近縁の種を元にした園芸品種の総称として使われ、原種も含めてこう呼ばれる。名称としては、略称であるデンファレ系ないし単にデンファレが書籍でも使われている。幾つかの原種を元に、多くの交配品種があり、花色や花形は様々だが、その多くは花の様子がコチョウラン属（ファレノプシス）に似ている。たまにデンドロビウムとファレノプシスの交雑品であると説明されている例があるが、大間違いである。洋ランのデンドロビウムの中の重要な一群である。
花茎が長く伸び、先の方に多くの花をつけること、花持ちがいいことなどから切り花に向き、また開花の条件が厳しくないことから現在では年間を通じて開花株や切り花が流通している。ただし耐寒性がなくて低温に弱いため、日本の一般家庭での栽培はやや難しい。

## 特徴

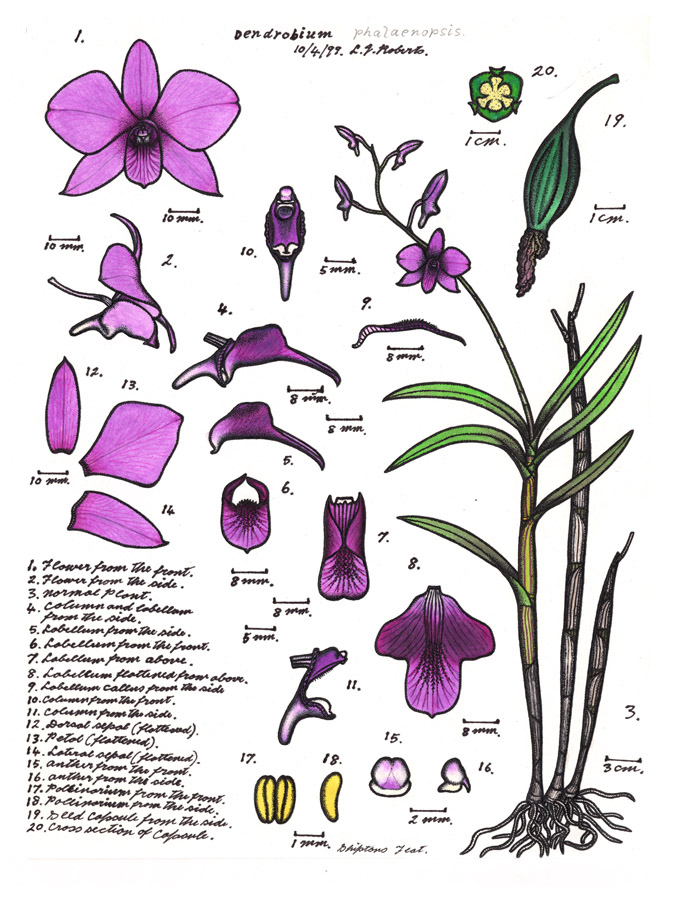
デ・ファレノプシス（図版）

着生植物になる多年草で、セッコク属の標準からはずれる部分は少ない。棒状の偽球茎には多くの節があり、葉鞘のある葉をつける。背の高さは20cm足らずのものから1mに達するものまである。
偽球茎の基部近くの葉は葉鞘のみで、次第に葉身が大きくなり、先端近くではまた小さくなる。葉身は楕円形から長楕円形、または卵形を帯びる、やや厚手の革質。葉は2年以上宿在する。
花は偽球茎の先端付近の葉腋から出て、長い花茎を伸ばし、立ち上がるか先端に向けて下垂し、数花から20花程度までを穂状（総状）につける。
花は標準的なものでは萼はやや細身で三つがほぼ同型、側花弁は萼片より幅広い。身弁は基部が左右に伸びて上に曲がり、ずい柱の左右を包むように位置する。中央部は先に伸びるが広がらない。全体としては平面的に開いた円形に近い花形となる。
なお、デンドロビウム全般では花の咲くバルブは当年のもの、あるいは昨年のものなど、種によって決まっているのが普通だが、この類ではより古いバルブからも花が咲くことがあり、たとえば当年に花をつけたバルブが年内にもう一度開花したり、翌年、翌々年に花をつけたりすることが可能で、時に5年を経過したバルブから開花する例さえある。そのため、大株に仕立てると多数の花が見られる場合があり、それも鑑賞価値を高めている。

## 原種
以下の二種が代表的な交配親である。デンファレ系の交配種の花の特徴も、これら二種の特徴が色濃いものが多い。
- D. phalaenopsis デンドロビウム・ファレノプシス

チモールとその周辺諸島に分布。この種を使った交配品は45000にも達する。
キュー王立植物園の分類によれば、2017年現在、後種D. bigibbum デンドロビウム・ビギバムの変種（Dendrobium bigibbum var. superbum）のシノニムとされる。
- D. bigibbum デンドロビウム・ビギバム

オーストラリア北部からニューギニアに分布。前種とよく似て、分類上の混乱もある。特に種内変異のコンパクツム compactumは、小型品を作るための交配親としても重宝され、この種を使った交配品は10000にも達する。
それ以外に交配親として使われるものにD. gouldii、D. antennatum、D. macrophyllum、D. canaliciculatumなどがあり、これらは全体の姿は上記二種に似るものの、花は花弁が細長いものやねじれたものなど多様であり、それらの特徴を反映した品種も作られている。

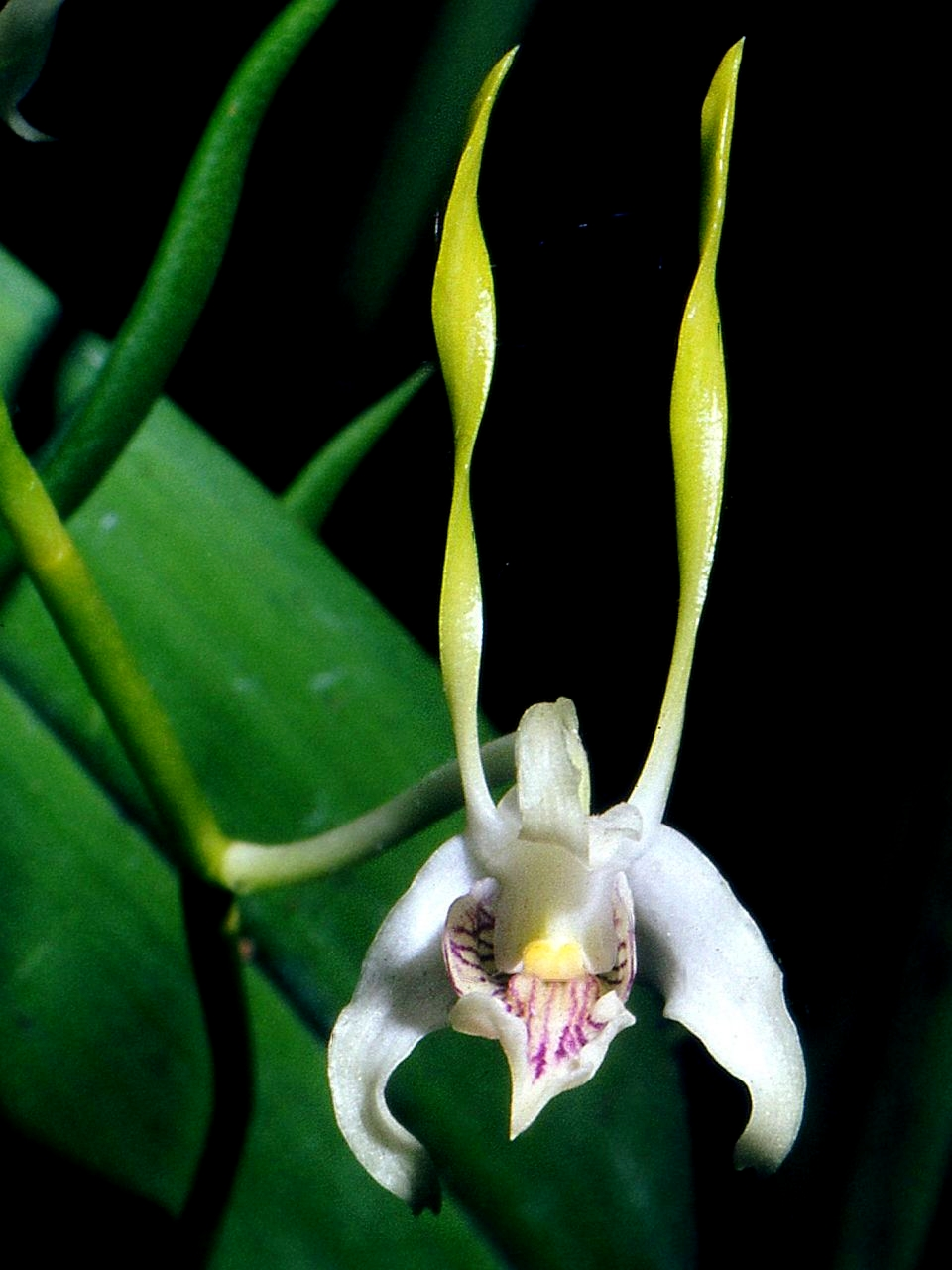
D. antennatum
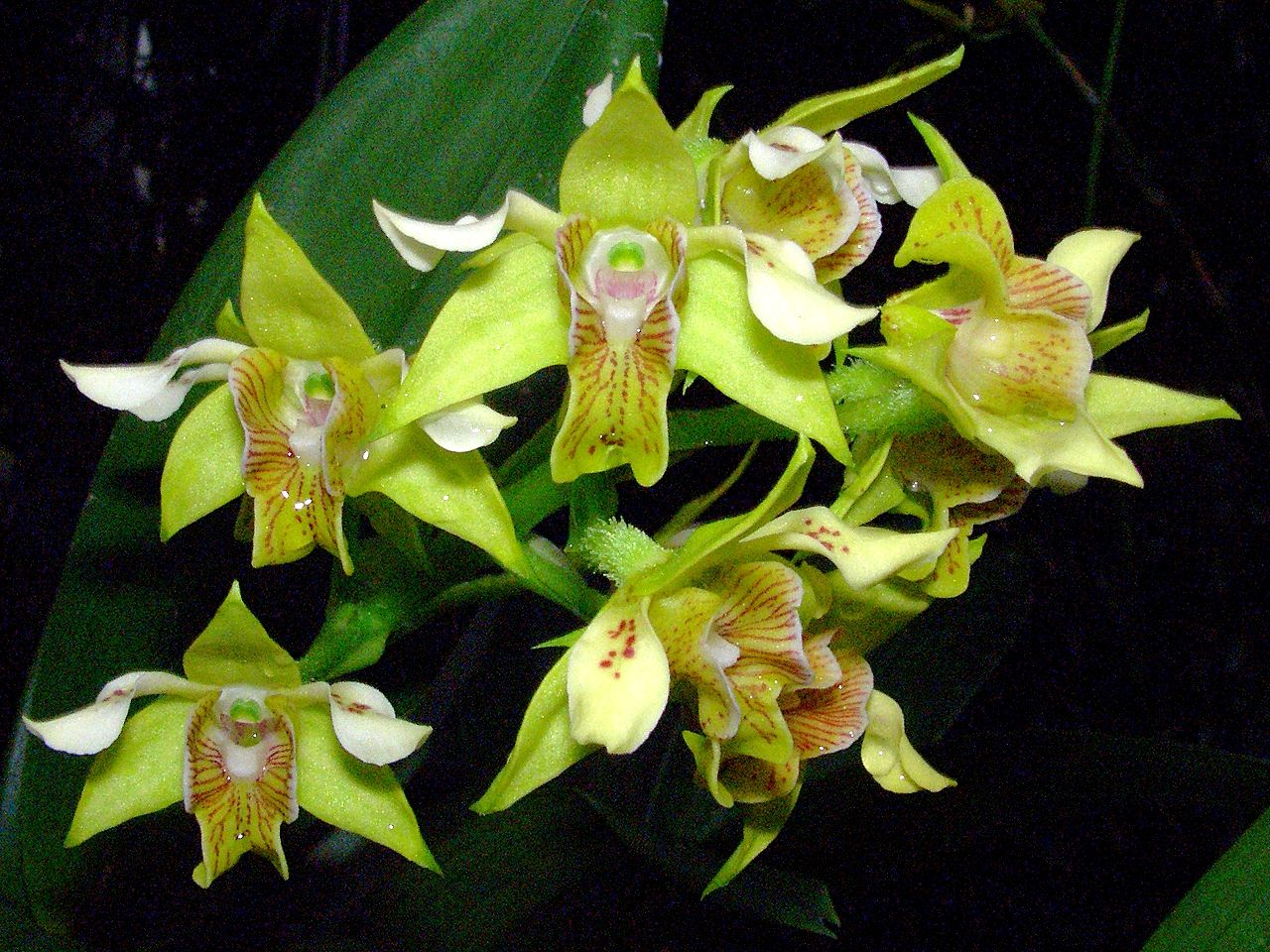
D. macrophyllum
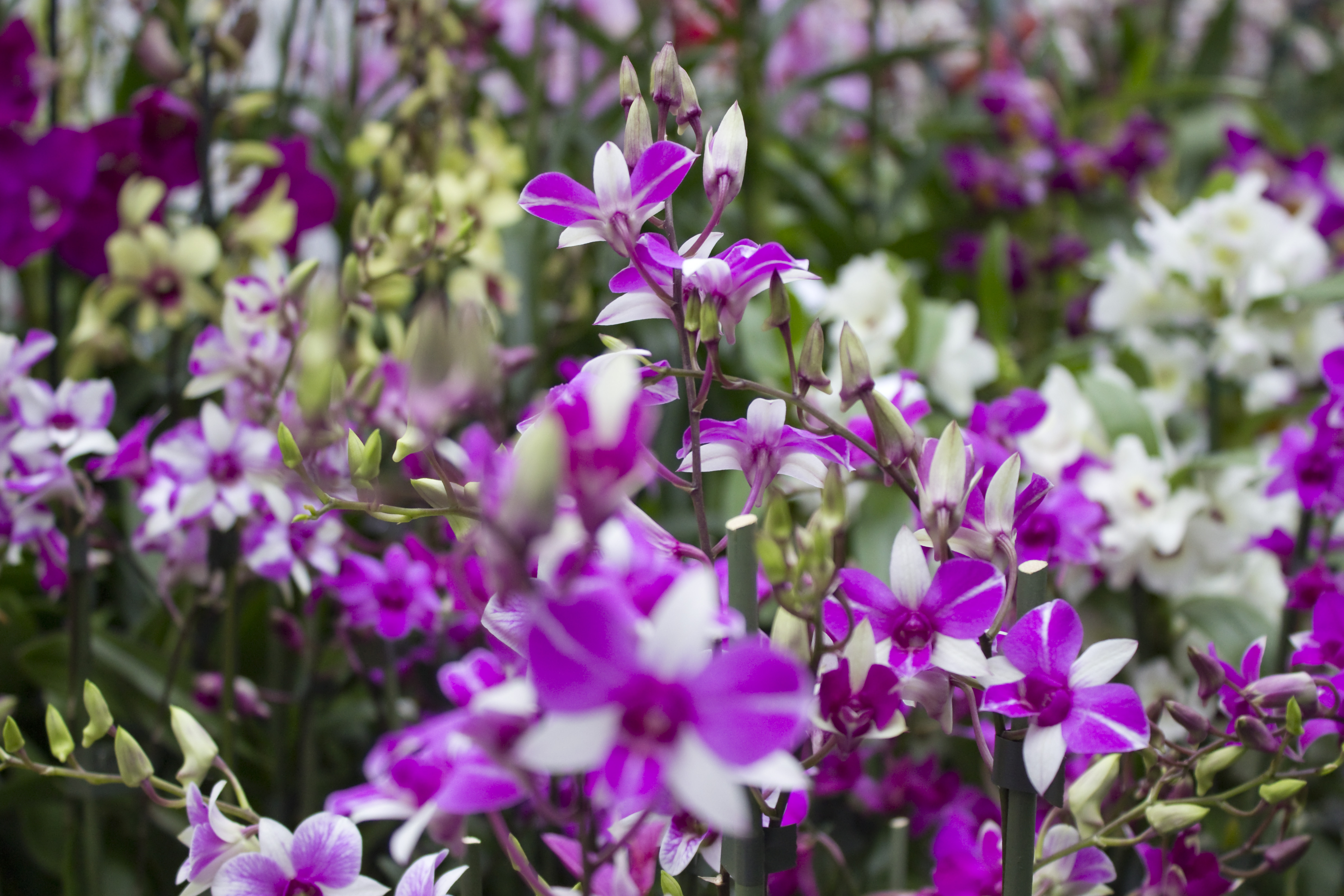
さまざまな花色のデンファレ系

花色としては赤紫・ピンク・白が多く、緑や黄色の品種も作られている。青はごく淡いものしかなく、橙赤色系はほとんどない。

## 利用
洋ランとして観賞用に栽培される。
原種の分布域が熱帯の、それも低地にある。そのためにこれらの品種は高温での生育が適しており、温度さえあればほぼ年間を通して開花するものもある。他方で耐寒性はなく、低温には弱い。最低でも10°C程度を必要とし、それ以下では枯死する。そのため、かつては日本ではよほどしっかりした温室を持たない限り、一般家庭での維持栽培は困難とされた。
切り花としては古くはハワイで改良が始められた。1938年にD. Hawaiiという交配品が作出されて後、多くの交配品がハワイを中心に作られるようになった。これは当時主流であったノビル系は低温で花芽が分化するために熱帯で寒暖のないハワイでは出来がよくなかったのに対して、デンファレ系には適していたためでもある。
1970年代からはタイ、マレーシア、シンガポールなどでも品種改良と大規模な生産が行われるようになった。1970年代までは切り花用の背丈の高いものが多かったが、その後次第に背丈の低いものも作出され、それらは鉢物としての栽培用に販売されている。現在は日本でも周年に渡って開花株や花が出荷されている。
日本での栽培の転機になったのはエカポール”パンダ”の出現だといわれる。1985年にこの品種が出現するまではアサヒ、アカネといった赤花主体で、それにハワイ系交配種が多少作られる程度であった。ただ、これらの品種の開花は夏から秋でギフト需要に合わなかった。しかしこの品種の出現と、同時に東南アジアでのメリクロン栽培の成功で苗の供給が安定化したこともあり、春からの出荷が可能になった。これによって需要が一気に伸び、また生産農家が海外に目を向ける契機ともなった。
販売されるものは切り花、栽培用の鉢物の他に贈答用の豪華な鉢物がある。一つの大きな鉢に多数の花を立て、あるいはしだれさせたものを並べたものだが、これらは実際には小さな鉢で栽培されたものを大きな鉢に三つないし五つ寄せ集め、その上にミズゴケをかぶせたもので、そのままでの栽培はほぼ無理である。

### 栽培
他のデンドロビウムと同様に鉢植えやヘゴ板付けなどで栽培できる。だが、低温に弱く、越冬が問題になる。せめて12°Cを確保することが必要で、15°Cでは生育は停止、出来れば18°Cでの越冬が望ましい。最低温度20°C以上を維持できれば、年間を通じて生育して花をつけることも可能だという。これは日本の普通の家の中ではなかなか困難だが、断熱のよいマンションなどではクリア可能だという。15°C以上を維持できない場合の対応として、徹底的に水を切って強制的に休眠させ、あげくに植物体全部を箱の中で発泡スチロールで埋めてしまうという方法すら考案されている。